# Botoroaga
Botoroaga est une commune du județ de Teleorman en Roumanie.